# Stajaława (przystanek kolejowy)
Stajaława (biał. Стаялава, ros. Стоялово) – przystanek kolejowy w miejscowości Stajaława, w rejonie kliczewskim, w obwodzie mohylewskim, na Białorusi. Położony jest na linii Osipowicze – Mohylew.